# Move (You Make Me Feel So Good)
Pour les articles homonymes, voir Move.
Albums de Moby
Ambient
(1993) Demons/Horses
(1994)
Singles de Moby
I Feel It / Thousand
(1993) All That I Need Is To Be Loved
(1993)
Singles
1. Move (You Make Me Feel So Good)
Sortie : 31 août 1993
2. All That I Need Is To Be Loved
Sortie : 1993

Move (You Make Me Feel So Good) ou tout simplement Move sorti sur l'EP Move - The EP est une chanson de l'artiste électronique américain Moby sortie en 1993. C'est la première chanson de Moby sortie non plus sur le label new-yorkais Instinct Records mais sur Mute Records au Royaume-Uni ou sur Elektra Records aux États-Unis. Elle est la première chanson de Moby à atteindre la 1re place sur le classement Billboard Hot Dance Club Play. Elle atteint également la 27e place au classement britannique.
Move n'a jamais été publié sur un album (malgré la présence de ses remixes sur l'album remix de Everything is Wrong), contrairement au 2e single de l'EP, All That I Need Is To Be Loved qui est présent cet album publié en 1995.

## Clip
Le clip de Move (You Make Me Feel So Good) a été réalisé par Elizabeth Bailey en 1993.

## Liste des morceaux

### CD
| 1. | Move (You Make Me Feel So Good) (Radio Edit)  | 3:39 |
| 2. | All That I Need Is To Be Loved (Move Version) | 5:18 |
| 3. | Unloved Symphony                              | 6:11 |
| 4. | The Rain Falls and the Sky Shudders           | 6:18 |

| 1. | Move (You Make Me Feel So Good) (Radio Edit)  | 3:39 |
| 2. | All That I Need Is To Be Loved (Move Version) | 5:18 |
| 3. | Morning Dove                                  | 5:43 |
| 4. | Move (Disco Threat)                           | 4:43 |
| 5. | Unloved Symphony                              | 6:11 |
| 6. | The Rain Falls and the Sky Shudders           | 6:18 |

### 12"
| 1. | Move (You Make Me Feel So Good) (Radio Edit)         | 3:39 |
| 2. | Morning Dove (Full Lenght)                           | 6:08 |
| 3. | All That I Need Is To Be Loved (Hard trance Version) | 7:00 |
| 4. | Unloved Symphony                                     | 6:11 |

| 1. | Move (You Make Me Feel So Good)                 | 6:24 |
| 2. | Move (You Make Me Feel So Good) (MK Blades Mix) | 6:10 |
| 3. | Move (You Make Me Feel So Good) (Sub Version)   | 6:11 |
| 4. | Move (You Make Me Feel So Good) (Xtra Mix)      | 6:39 |

## Classements
| Charte (1993)                      | Meilleure position |
| ---------------------------------- | ------------------ |
| UK Singles Chart                   | 21                 |
| U.S. Billboard Hot Dance Club Play | 1                  |